# Jalaguni, Gubbi
Jalaguni là một làng thuộc tehsil Gubbi, huyện Tumkur, bang Karnataka, Ấn Độ.